# Berta Scharrer
Berta Scharrer (* 1. Dezember 1906 als Berta Vogel in München; † 23. Juli 1995 in New York) war beteiligt an der Entwicklung der neuen Wissenschaftsdisziplin Neuroendokrinologie. Nach ihr wurde die in Australasia vorkommende Schabenart Escala Scharrerae in Anerkennung ihrer Forschung an Wirbellosen benannt.

## Leben
Berta Vogel wurde als Tochter von Johanna Weiss Vogel und dem Vizepräsidenten des Bayerischen Obersten Landesgerichtes, BayObLG Karl Phillip Vogel geboren. Sie promovierte 1930 an der Ludwig-Maximilians-Universität München mit einer Arbeit über die Nährqualität verschiedener Zucker für die Honigbiene. An der Universität arbeitete sie mit Karl von Frisch zusammen. Bereits zu dieser Zeit zog sie aus ihren Laboruntersuchungen an Elritzen den Schluss, dass auch Nervenzellen bestimmte Substanzen absondern können, ähnlich den Hormonen endokriner Drüsenzellen. Dies widersprach der damaligen Lehrmeinung, Nervenfunktionen seien ein ausschließlich elektrisches Phänomen.
1934 heiratete sie Ernst Scharrer (1905–1965), mit dem sie zuvor zwei Jahre gemeinsam an der Deutschen Forschungsanstalt für Psychiatrie in München gearbeitet hatte. Danach war sie ohne Bezahlung am Edinger-Institut für Hirnforschung in Frankfurt am Main tätig. Zusammen setzten sie die Forschungen über neuroendokrine Funktionen fort, Berta Scharrer an Wirbellosen und ihr Mann an Wirbeltieren. 1935 beschrieb Berta Scharrer neurosekretorische Zellen bei der Schneckenart Aplysia und dem Wurm Nereis. Ihre Arbeit wurde jedoch vom sonstigen Wissenschaftsbetrieb weitgehend abgelehnt.
Gezwungen durch den einsetzenden NS-Terror, den beginnenden Holocaust, emigrierte sie 1937 mit ihrem Mann in die USA. Dafür nutzten sie ein Rockefeller-Forschungsstipendium, das Ernst Scharrer von der Universität in Chicago verliehen worden war. Trotz ihrer finanziell schwierigen Lage, setzte Berta Scharrer ihre Forschungen in einem Labor in Chicago fort. Dabei nutzte sie vor allem die südamerikanische Riesenkakerlake Leucophaea maderae als Versuchstier, wie auch in den noch folgenden vier Jahrzehnten ihrer wissenschaftlichen Arbeit. 1938 konnte sie neurosekretorische Zellen bei Arthropoden nachweisen. Zwei Jahre später stellte sie ihre Erkenntnisse erstmals der amerikanischen Wissenschaft in New York vor. Von 1940 bis 1946 lehrte sie am histologischen Institut der Case Western Reserve University in Cleveland, danach an der University of Colorado Denver, beides jedoch wiederum in unbezahlter Stellung.
Sie erhielt im September 1955 trotz der Diskriminierung weiblicher Wissenschaftler eine Professur am Albert Einstein College of Medicine, einem College der Yeshiva University in der Bronx. Ihr Mann starb 1965 bei einem Badeunfall.
1976 übernahm sie die Fakultätsleitung des Albert Einstein College of Medicine und blieb bis zu ihrer Pensionierung dort tätig, erstmals mit einer angemessenen Bezahlung. Das Konzept der Neuroendokrinologie und -sekretion, welches Berta Scharrer und ihr Mann entwickelt hatten, wurde als eigenständige Wissenschaftsdisziplin anerkannt. Berta Scharrer erhielt zunehmend Anerkennung und Auszeichnungen für ihre Leistungen, wie z. B. der Harvard University für „as well as a nomination for a Nobel Prize for her pioneering research in brain chemicals.“ Ende der 1970er Jahre veröffentlichte sie eine umfassende Theorie über den evolutionären Ursprung neurosekretorischer Zellen und studierte die Eigenschaften von Neuropeptiden. Im Jahrzehnt darauf forschte sie auf dem neuen Gebiet der vergleichenden Neuroimmunologie.
Nur 5 Monate, nachdem sie in den Ruhestand getreten war, verstarb Berta Scharrer in New York.

## Auszeichnungen (Auswahl)
- Fellow der Case Western Reserve University (1940–46)
- Guggenheim Fellow (1947/48)
- US Public Health Service Fellow (1948–50)
- 1967 wurde Scharrer in die American Academy of Arts and Sciences gewählt.[1]
- Stipendium der National Science Foundation (NSF) (1978–80);
- Mitglied der Leopoldina (1972)
- Auswärtiges Mitglied der Königlich Niederländischen Akademie der Wissenschaften (1975)[2]
- Goldene Kraepelin-Medaille (1978)
- Fred Conrad Koch Award (1980)
- Henry Gray Award der American Association of Anatomists (1982)
- Schleiden-Medaille der Leopoldina (1983)
- National Medal of Science der NSF (1983)
- Ehrendoktorwürde der Universität Salzburg
- Bayerischer Verdienstorden (1994)
- Mitglied der National Academy of Sciences, der American Society Of Zoologists, der American Association of Anatomists (Präsidentin 1978/79), der American Academy of Arts and Sciences u. a.
- Dr. h. c. (Gießen 1976, Smith Collage 1980, Calgary 1982, Yeshiva University 1983, Mount Holyoke College 1984, State University of New York at Old Westbury 1985)
- Vergabe des Ernst-und-Berta-Scharrer-Preises durch die Deutsche Gesellschaft für Endokrinologie und Lilly Deutschland GmbH (seit 1999)

## Publikationen
- Neuropeptides and immunoregulation (1994) New York City, ISBN 0-387-57188-4
- Functional morphology of neuroendocrine systems: evolutionary and environmental aspects (1995) New York City, ISBN 0-387-18155-5
- Handbuch der mikroskopischen Anatomie des Menschen, Bd. 6: Blutgefäss- und Lymphgefässapparat: Innersekretorische Drüsen, T. 5: Die Nebenniere. Neurosekretion (1954)
- The structure of the ring-gland (Corpus allatum) in normal and lethal larvae of Drosophila melanogaster (1938) Washington, DC